# Бёлюкбаши, Рыза Тевфик
Рыза Тевфик Бёлюкбаши (имя при рождении Рыза Тевфик, фамилию Бёлюкбаши взял после принятия в 1934 году закона о фамилиях, 1869 — 31 декабря 1949) — турецкий философ, поэт, полиглот и политик. Наиболее известен в Турции как один из людей, подписавших Севрский мирный договор. Позднее был за это включён в список людей, которым было запрещено нахождение на территории Турции. В связи с этим был вынужден эмигрировать, в 1943 году был амнистирован и вернулся в Турцию.

## Биография

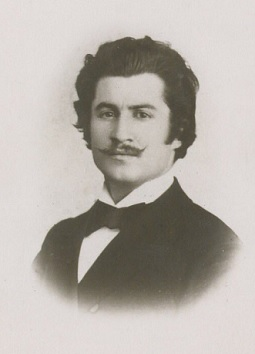
Рыза Тевфик в молодости

Родился в Османской империи в городе Мустафапаша (в настоящее время город Свиленград в Болгарии) в семье албанца и черкешенки, которая умерла, когда Рыза был маленьким. У Рызы Тевфика был брат Бесим, который покончил с собой в Эдирне. Рыза учился в еврейской школе в Стамбуле, куда попал благодаря своему отцу, ещё в детстве выучил испанский и французский языки. В детстве и юношестве Рыза Тевфик упорно учился, сначала в галатасарайском лицее, затем в медицинском лицее. После окончания учёбы работал врачом. 
В 1907 году вступил в партию «Единение и прогресс», в 1908 году был избран от неё в палату депутатов. В 1911 году Рыза Бёлюкбаши вышел из партии «Единение и прогресс» и вступил в оппозиционную партию «свободы и согласия», после начала Первой мировой войны Бёлюкбаши яро выступал против вступления в неё Османской империи.
С 11 ноября 1918 года по 12 января 1919 года Рыза Тевфик занимал пост министра образования. Также входил в Сенат, дважды занимал должность его председателя (с 24 мая по 18 июня 1919 и с 31 июля по 21 октября 1920).
Входил в состав делегации, которая от имени Османской империи подписала на парижской мирной конференции Севрский мирный договор. Вследствие после окончания войны за независимость был включён в список людей, которым было запрещено находиться на территории Турции.
В эмиграции жил в США, на Кипре, в Хиджазе, Иордании и Ливане; всего Бёлюкбаши был вынужден повести за границей около 20 лет. В 1943 году он был амнистирован и вернулся в Турцию. После возвращения вплоть до конца жизни преподавал в Стамбульском университете.. В то же время он опубликовал свой сборник стихов в Никосии.
Переводил на турецкий язык произведения Омара Хайяма.

## Произведения
- монография «Абдулхак Хамид и его философские взгляды» («Abdülhak Hamit ve mülâhazatı felsefiyesi», 1913);
- «Философский словарь» («Mufassal kamus-u felsefe», 1914);
- «Уроки философии» («Felsefe dersleri», 1914);
- «Миражи моей жизни» («Serab-ı-ömrüm», 1934);